# 敬礼!さわやかさん
『敬礼!さわやかさん』（けいれい さわやかさん）は、1975年10月6日から1976年3月29日までNET系列局で放送されていたテレビドラマである。渡辺企画（現・渡辺プロダクション）とNETテレビ（現・テレビ朝日）の共同製作。全22話。放送時間は毎週月曜 19:30 - 20:00 （日本標準時）。

## 概要
交通課の新人婦警・大和愛が周りの人々から、ある時は失敗して怒られたり、ある時は助けられながら、さまざまなトラブル（必ずしも警察官のすべき仕事とは限らない）を解決していく姿を描く。

## キャスト
- 大和愛：浅野真弓 - 新任婦人警官。交通課勤務でミニパトに乗る。「警視総監になる」が口癖。
- 大和武：宮脇康之（後の宮脇健） - 愛の弟。
- 大和周造：下川辰平 - 愛の父。元刑事で、愛が婦人警官を志すきっかけとなった。刑事時代の同僚にも顔が利き、陰に日向にと愛を支える。
- 高木マリ：スーザン - 愛とコンビを組んでミニパトに乗る婦人警官。
- 森秀也：真夏竜 - 刑事。署のアイドル的存在であるが、周造の信頼も厚い。
- 松宮主任：大山のぶ代 - 交通課の主任で、愛の直属の厳しい上司。新人で頼りない愛を厳しく躾ける。
- 佐山刑事：小松政夫 - 刑事。森の先輩。愛たち若い婦人警官たちからからかわれ気味ではある。
- 上野係長：犬塚弘
- 小西署長：植木等-上野係長と同期、劇中クレージーキャッツ朋友らしい楽屋落ち会話がある。

## スタッフ
- プロデューサー：照喜名隆、吉津正
- 脚本：佐々木守、雪室俊一、上條逸雄（上条逸雄）、今井詔二、篠崎好、安斉あゆ子、田口成光
- 演出：日高武治、瀬川淑、安室修
- 音楽：森田公一、萩原哲晶
- 制作：渡辺企画、NET
- 制作協力：東京映画

## 主題歌
オープニングテーマ「ときめき」
作詞：竜真知子 / 作曲：森田公一 / 編曲：森岡賢一郎 / 歌：浅野真弓

## 放送日程
| 話数 | 放送日         | サブタイトル         | ゲスト               |
| ---- | -------------- | -------------------- | -------------------- |
| 1    | 1975年 10月6日 | 私警視総監になるの   |                      |
| 2    | 10月20日       | 夕焼け千羽鶴         | 山田隆夫、今村良樹   |
| 3    | 10月27日       | 補導第一号           |                      |
| 4    | 11月3日        | ビンタとナナハン     |                      |
| 5    | 11月10日       | 弁当箱と教訓？       | 千葉裕               |
| 6    | 11月17日       | 私の星の王子様       |                      |
| 7    | 11月24日       | ミニパト1号けんか中  |                      |
| 8    | 12月1日        | 悪ガキ？退治         | 新井つねひろ         |
| 9    | 12月8日        | 失恋スパルタ教室     |                      |
| 10   | 12月15日       | 歳末家出おばあちゃん | 武智豊子、大泉滉     |
| 11   | 12月22日       | ポケットの中の母さん | あいざき進也         |
| 12   | 1976年 1月5日  | 初春！花の五人娘     | キャンディーズ       |
| 13   | 1月19日        | あなたは甲子園の星！ | 江藤潤               |
| 14   | 1月26日        | 四年目の友情         |                      |
| 15   | 2月2日         | 雪ン子母恋歌         |                      |
| 16   | 2月9日         | 愛のミニパト天使     | 風戸佑介、関谷ますみ |
| 17   | 2月23日        | これが初恋？         |                      |
| 18   | 3月1日         | 熱血！刑事道         |                      |
| 19   | 3月8日         | FBI危機イッパツ！    |                      |
| 20   | 3月15日        | 友情の赤い手袋       |                      |
| 21   | 3月22日        | 父と娘の春           |                      |
| 22   | 3月29日        | 私は花の交通係       |                      |